# Dama marrón de Raynham Hall
La «dama marrón de Raynham Hall» es un fantasma que supuestamente apareció en varias ocasiones en Raynham Hall, en Norfolk, Inglaterra, convirtiéndose en uno de los fenómenos paranormales más conocidos del país cuando dos fotógrafos de la revista Country Life capturaron supuestamente una imagen del ente. La «dama marrón» es conocida bajo este nombre debido al color del vestido con el que aparecía.

## Identidad

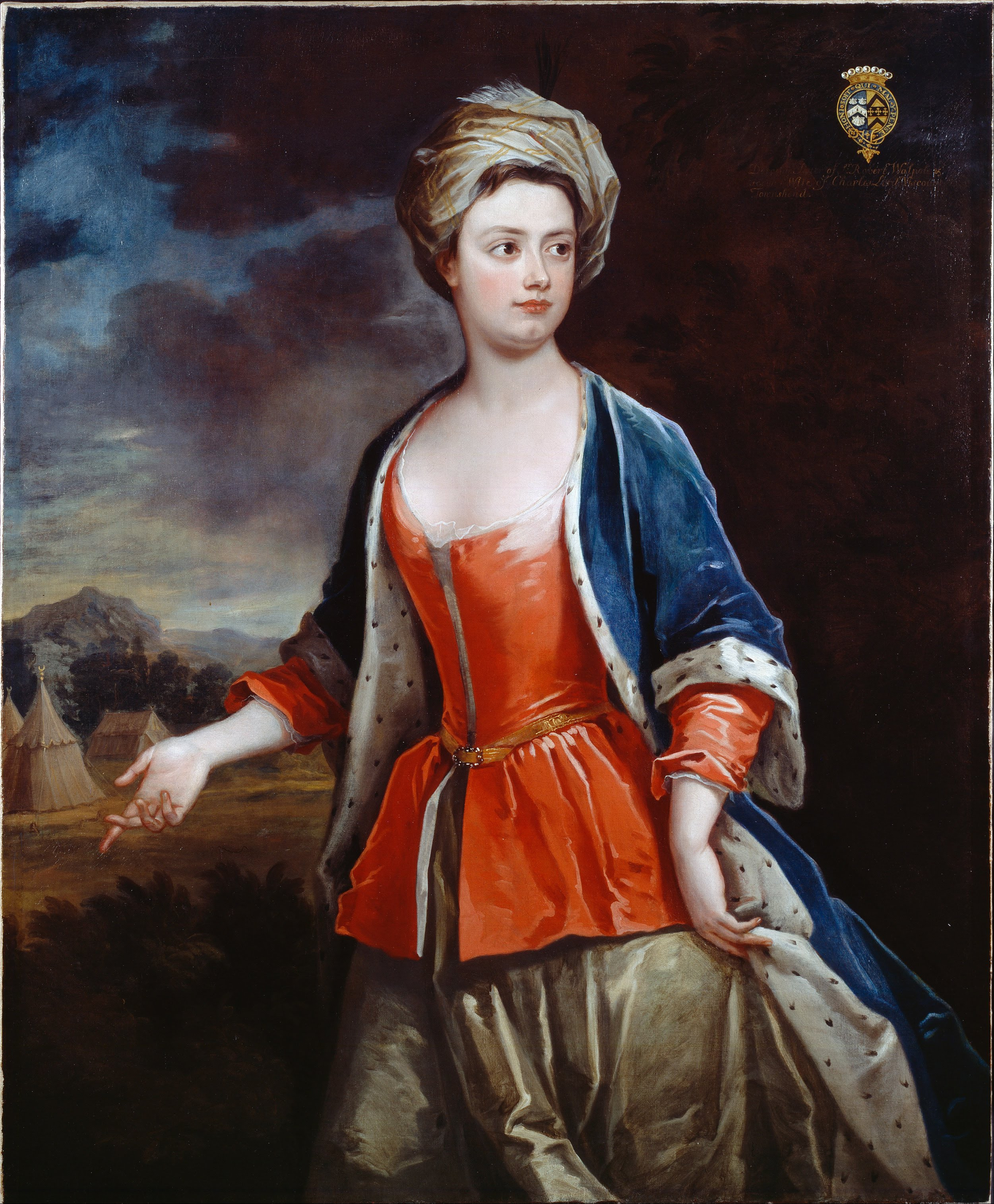
Retrato de Dorothy Townshend, por Charles Jervas (hacia 1718).

De acuerdo con la leyenda, la «dama marrón» era en realidad el fantasma de Dorothy Townshend (1686-1726), hermana del famoso político Robert Walpole. Dorothy era la segunda esposa de Charles Townshend, II vizconde Townshend, quien era conocido por su carácter violento. Al parecer, cuando el vizconde descubrió el idilio entre su esposa y Thomas Wharton, I marqués de Wharton, ordenó que esta fuese encerrada en sus aposentos en Raynham Hall, residencia de la familia. Según Mary Montagu, Dorothy fue engañada por la condesa de Wharton, quien la había invitado a quedarse unos días sabiendo que su esposo nunca la dejaría marchar ni volver a ver a sus hijos, permaneciendo Dorothy en Raynham Hall hasta su muerte en 1726, supuestamente, a consecuencia de la viruela.

## Avistamientos
La primera aparición documentada del fantasma fue en la Navidad de 1835. Lucia C. Stone, quien se hallaba en una reunión en Raynham Hall, afirmó que Lord Charles Townshend había invitado a varias personas, entre ellas al coronel Loftus, a pasar con él las fiestas. Loftus y otro invitado de nombre Hawkins afirmaron haber visto a la «dama marrón» una noche mientras se dirigían a sus habitaciones, destacando el anticuado vestido color marrón que llevaba puesto. A la noche siguiente Loftus afirmó haber visto nuevamente al fantasma, informando más tarde de que en aquella ocasión se había sentido atraído por las cuencas vacías del espectro, oscuras en comparación con el brillo del rostro. Estas declaraciones provocaron que varios de los invitados abandonasen la mansión.

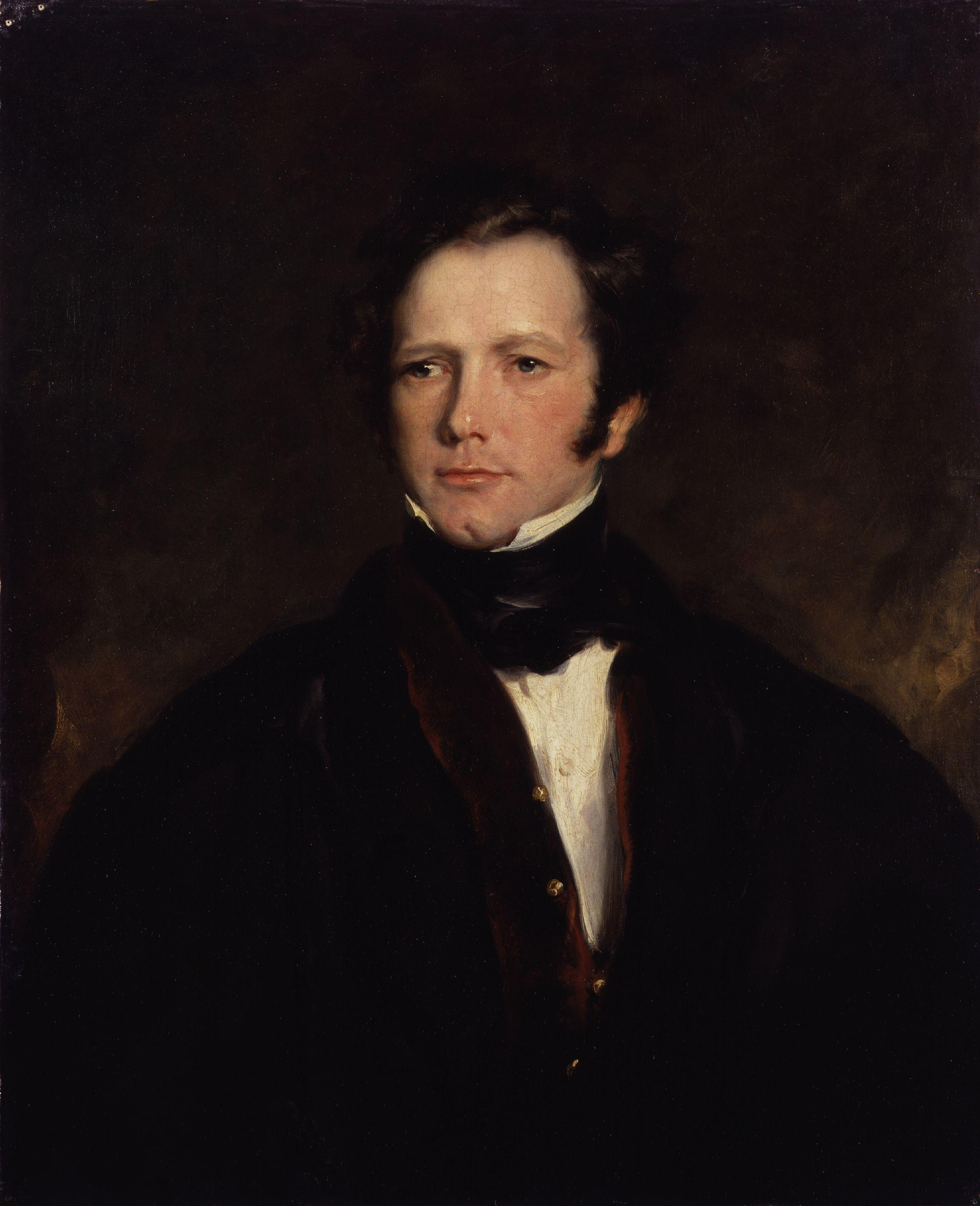
Retrato de Frederick Marryat, por John Simpson (1835)

El siguiente avistamiento tuvo lugar en 1836, siendo testigo el capitán Frederick Marryat, amigo del novelista Charles Dickens y autor de una popular serie de novelas sobre la vida en el mar. Marryat pasó varias noches en Raynham Hall con el fin de probar su teoría de que los fenómenos paranormales eran causados por contrabandistas ansiosos por mantener a la gente lejos de la zona. En 1891, su hija Florence Marryat escribió sobre la experiencia vivida por su padre:

...tomó posesión de la habitación en la cual el retrato de la aparición colgaba, y en el cual había sido vista a menudo, y durmió cada noche con un revólver cargado bajo su almohada. Durante dos días, no obstante, no vio nada, y el tercero era el límite de su estancia. La tercera noche, sin embargo, dos hombres jóvenes (sobrinos del baronet), llamaron a su puerta mientras se desvestía para ir a la cama, y le pidieron que fuese a su habitación (la cual estaba al otro extremo del pasillo), y les diese su opinión sobre una pistola recién llegada de Londres. Mi padre estaba en camisa y pantalones, pero como era tarde, y todos se habían retirado a descansar excepto ellos mismos, se preparó para acompañarlos como estaba. Cuando estaban saliendo de la habitación, alcanzó su revólver, «en caso de que os encontréis con la Dama Marrón», dijo, riendo. Cuando la inspección de la pistola terminó, los jóvenes con el mismo espíritu declararon que acompañarían a mi padre de vuelta otra vez, «en caso de que te encuentres con la Dama Marrón», repetían, riendo además. Los tres caballeros regresaron por lo tanto en compañía.

El pasillo era largo y oscuro, porque las luces se habían extinguido, pero a medida que llegaban a la mitad, vieron la luz tenue de una lámpara acercándose a ellos desde el otro extremo. «Una de las damas yendo a visitar el cuarto de los niños», susurraron los jóvenes Townshends a mi padre. Ahora las puertas de las habitaciones en ese pasillo estaban una frente a otra, y cada habitación tenía una puerta doble con un espacio en medio, como es el caso de muchas casas antiguas. Mi padre, como he dicho, estaba en camisa y pantalones solamente, y su natural modestia lo hizo sentir incómodo, así que se deslizó dentro de una de las puertas exteriores (sus amigos siguiendo su ejemplo) con el fin de ocultarse hasta que la dama hubiese pasado.

Le he oído describir cómo la vio acercándose más y más, a través del resquicio de la puerta, hasta que, cuando estaba lo suficientemente cerca de él como para distinguir los colores y el estilo de su vestimenta,  reconoció la figura como el facsímil del retrato de «La Dama Marrón». Tenía el dedo en el gatillo de su revólver, y estaba apunto de exigirle detenerse y dar una razón para su presencia allí, cuando la figura se detuvo por sí sola ante la puerta detrás de la cual se encontraba, y sosteniendo la lámpara encendida que llevó a sus rasgos, le sonrió de una forma maliciosa y diabólica. Este hecho enfureció tanto a mi padre, quien era cualquier cosa menos un cordero en disposición, que irrumpió en el pasillo de un salto, y descargó el revolver justo en su cara. Instantáneamente la figura desapareció – la figura a la cual por varios minutos tres hombres habían observado juntos – y la bala pasó a través de la puerta exterior de la habitación en el lado opuesto del pasillo, y se alojó en el panel interior. Mi padre nunca volvió a intentar interferir con «La Dama Marrón de Raynham».

Lady Townshend informó de que la «dama marrón» había sido vista de nuevo en 1926, cuando su hijo y su amigo afirmaron haber visto al fantasma en las escaleras, identificando aquella figura como la misma del retrato de Dorothy colgado en aquel entonces en una de las habitaciones de la casa.

## Fotografía

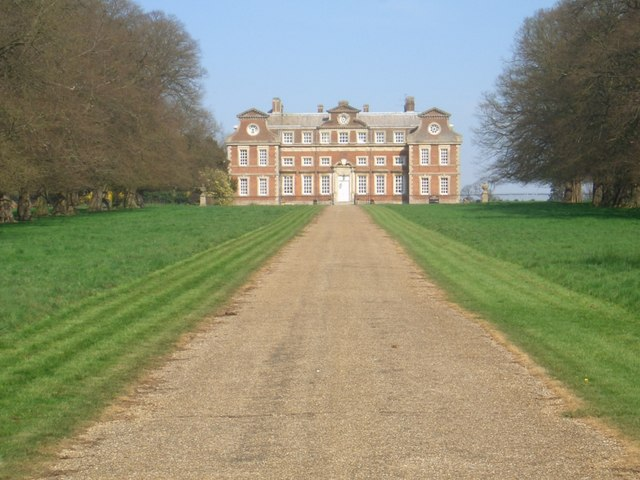
Raynham Hall.

El 9 de septiembre de 1936, el capitán Hubert C. Provand, fotógrafo para la revista Country Life, y su asistente, Indre Shira, se encontraban tomando fotografías de Raynham Hall para un artículo. Ambos afirmaron que habían sacado una instantánea de la escalera principal de la mansión y que se disponían a obtener otra cuando Shira vio «una forma vaporosa asumiendo gradualmente la apariencia de una mujer» la cual descendía la escalera en dirección a ellos. Bajo órdenes de Shira, Provand quitó rápidamente la tapa de la lente mientras Shira apretaba el disparador para activar el flash de la cámara. Posteriormente, cuando se desenrolló el negativo, la famosa imagen de la «dama marrón» fue revelada. La experiencia de Provand y Shira fue publicada en Country Life el 26 de diciembre de 1936 junto con la fotografía del fantasma, apareciendo la imagen y el testimonio sobre su obtención igualmente en la edición del 4 de enero de 1937 de la revista Life.
Poco después, el famoso investigador paranormal Harry Price entrevistó a Provand y a Shira, declarando lo siguiente: «Diré de inmediato que me impresionó. Me contaron una historia perfectamente simple: Mr. Indre Shira vio la aparición descendiendo la escalera en el momento preciso cuando la cabeza del capitán Provand estaba bajo la tela negra. Un grito – y la tapa estaba fuera y la bombilla disparada, con los resultados los cuales ahora vemos. No podía rebatir su historia, y no tenía derecho a no creerles. Sólo la colusión entre los dos hombres podría explicar si el fantasma era falso. El negativo es inocente de cualquier falsificación».

## Escepticismo
Algunos críticos han declarado que Shira falsificó la imagen añadiendo una capa de grasa u otra sustancia a la lente con la forma de una figura, o bien bajando él mismo las escaleras durante el tiempo de exposición necesario en aquel entonces para obtener una fotografía. Otros críticos afirman que la imagen es en realidad una doble exposición accidental o bien que la luz mostrada se introdujo de alguna forma en la cámara, siendo la primera tesis defendida por Joe Nickell, quien sostiene que un detallado examen de la fotografía muestra evidencias de una doble exposición. Por su parte, John Fairley y Simon Welfare han escrito que «hay una línea pálida sobre cada peldaño, indicando que una imagen ha sido superpuesta sobre otra; un parche de luz reflejado en lo alto de la barandilla derecha aparece dos veces».
El mago John Booth escribió que la fotografía podía ser fácilmente reproducida mediante el empleo de métodos naturales. Booth cubrió al mago Ron Wilson con una sábana y lo hizo descender por la gran escalera de The Magic Castle en Hollywood. La imagen del falso fantasma resultó ser muy similar a la mostrada en la fotografía tomada en Raynham Hall.
Otros críticos señalan que la imagen de la dama posee grandes similitudes con la estatua de la Virgen María presente en casi cualquier iglesia católica, haciendo referencia también al parche de luz que cubre el tercio inferior de la imagen, el cual muestra la forma de una V invertida a medida que la prenda exterior ubicada en la parte superior se desliza hacia abajo a ambos lados en ángulo. Sumado a lo anterior, la cabeza está cubierta mientras que las manos están juntas en posición de oración, resultando claramente visible la forma rectangular de un pedestal en la base de la figura, todo lo cual sugiere que la fotografía consiste en una mera superposición de una estatua de la Virgen sobre la escalera vacía.